# Asociación Señales de Humo
La Asociación Señales de Humo (ASdH) es una organización sin ánimo de lucro formada por aficionados y accionistas del Club Atlético de Madrid, equipo de fútbol de Madrid, España. Los fines estatutarios de ASdH son la defensa de la esencia y el patrimonio del Atlético de Madrid, así como promover la participación de sus seguidores en los ámbitos de decisión del mismo. ASdH es una organización democrática regida por el principio un socio un voto, autónoma e independiente del Club Atlético de Madrid, S.A.D. y de sus dirigentes y afiliada a la Federación de Accionistas y Socios del Fútbol Español.

## Organización
La Asociación Señales de Humo está constituida bajo la forma jurídica de asociación, sometida a la Ley Española de Asociaciones de 2002 e inscrita en el Registro de Asociaciones del Ministerio del Interior y en el Registro Municipal de Madrid de Entidades Ciudadanas.
El órgano supremo de decisión de ASdH es la Asamblea General de Socios, formada por todos los miembros de la asociación, teniendo todos los mayores de edad voz y voto en la misma. La Asamblea General se reúne al menos una vez al año, eligiendo cada dos años a los miembros de la Junta Directiva que es la que gestiona el día a día de la entidad.

## Actividades
La Asociación Señales de Humo realiza entre otras, las siguientes actividades:
- Representación de los accionistas minoritarios en las Juntas de Accionistas del Atlético de Madrid.
- Apoyo y cobertura legal a los accionistas del Atlético de Madrid en defensa de sus intereses como aficionados y accionistas del club.
- Distribución de acciones del Club Atlético de Madrid entre los aficionados del club.
- Edición y distribución del boletín Señales de Humo informativo sobre el Atlético de Madrid.
- Organización de actividades lúdicas, foros de debate y eventos sociales de unión entre aficionados del Atlético de Madrid y de estos con aficionados de otros clubes.
- Mantenimiento de la web www.sdehumo.net, punto de reunión de los seguidores del Atlético de Madrid en internet.

## Historia
ASdH nació en el año 2002 cuando un grupo de seguidores del Atlético de Madrid decidieron crear una asociación que defendiera los intereses de los aficionados de su club en un mundo del fútbol que consideraban excesivamente mercantilizado. El Atlético de Madrid se encontraba entonces dirigido por Jesús Gil y Gil, que pronto sería condenado por estafar al club junto con su hijo Miguel Ángel Gil Marín y su socio y luego presidente Enrique Cerezo Torres. Por lo tanto, la Asociación Señales de Humo nació como una respuesta de los aficionados del club de fútbol ante un entorno en que cada vez eran menos tenidos en cuenta pese a ser los fundadores del mismo y de reacción ante unos dirigentes que consideraban inapropiados para su club.
El primer presidente de la asociación fue José Luis Domínguez Barroso que ejerció el cargo hasta el año 2004 en que fue sucedido en el cargo por José Luis Sánchez Ayuso, actual presidente.
En 2003 del foro de la página web de ASdH partió la iniciativa que culminó en la Caravana Atlética del Centenario que reunió a varias decenas de miles de atléticos que pasearon la bandera más grande del mundo por las calles de Madrid el 26 de abril de 2003.
La Asociación Señales de Humo participó también entre 2003 y 2004 en la denominada Plataforma Alternativa Atlética que hizo una oferta a Jesús Gil y Enrique Cerezo para adquirir el club.
ASdH ha sido uno de los impulsores de la campaña Salvemos el Calderón que el año 2005 reunió cerca de 20.000 firmas de aficionados del Atlético de Madrid opuestos a la venta del estadio Vicente Calderón, sede del equipo desde 1966.
En junio de 2005 ASdH apoyó la denuncia penal contra el Consejo de Administración del Atlético de Madrid por administración desleal y otros delitos. La fiscalía anticorrupción se personó en la causa que se encuentra todavía en 2007 en fase de instrucción.
Desde finales de 2005 a mediados de 2006, ASdH fue demandada en dos ocasiones por el Club Atlético de Madrid y por sus dirigentes Enrique Cerezo Torres y Miguel Ángel Gil Marín en otra, en lo que los dirigentes de la Asociación Señales de Humo calificaron como acoso judicial a la asociación por su apoyo a la fiscalía anticorrupción que tenía imputados a los dirigentes del club por varios delitos.
En 2007 y 2008 ASdH participó en la redacción del Informe de Viabilidad para el establecimiento de una oficina europea Supporters Direct, apoyado por la UEFA. En 2011, tras el establecimiento de la red europea de esta organización que promueve la participación de los aficionados en la gestión y propiedad de sus clubes, se convirtió en afiliada a la misma.
EL 29 de enero de 2008 la asociación, en colaboración con otras plataformas de aficionados españoles, impulsa el nacimiento de FASFE, la Federación de Accionistas y Socios del Fútbol Español
En 2008 y 2009, ASdH participó en la fundación a Football Supporters Europe la Unión Europea de aficionados al fútbol para cuya primera junta directiva fue elegido Emilio Abejón miembro de ASdH.
El 10 de marzo de 2011 la Audiencia Provincial de Madrid declaró nula por fraude de ley perpetrado por Enrique Cerezo y Miguel Ángel Gil Marín una ampliación de capital del Atlético de Madrid mediante la que los implicados pretendían seguir controlando la propiedad del club una vez que otra sentencia de la Audiencia Nacional les condenaba a devolverlo. La demanda había sido interpuesta por varios accionistas del Atlético de Madrid apoyados por la Asociación Señales de Humo.